# 平卧绣线菊
平卧绣线菊（学名：Spiraea prostrata）为蔷薇科绣线菊属下的一个种。

## 扩展阅读
- 維基物種上的相關：平卧绣线菊